# NGC 5705
NGC 5705 (другие обозначения — UGC 9447, MCG 0-37-21, ZWG 19.76, IRAS14371-0029, PGC 52395) — галактика в созвездии Дева.
Этот объект входит в число перечисленных в оригинальной редакции «Нового общего каталога».